# 胜利桥站 (中国铁路)
胜利桥站，位于中华人民共和国新疆维吾尔自治区巴音郭楞蒙古自治州和静县，是南疆铁路（鱼焉铁路）上的火车站，由乌鲁木齐铁路局管辖。随着南疆铁路吐库二线中天山隧道的贯通，鱼焉线鱼儿沟至巴伦台段处于停运状态。